# Taoufik Belbouli
Taoufik Belbouli, né le 10 décembre 1954 à Bennane (Tunisie), est un boxeur tunisien.
Il a remporté le titre mondial WBA des lourds-légers en 1989.

## Carrière
Il émigre en France en 1982 pour entamer sa carrière professionnelle et bat facilement ses premiers adversaires : Primo Ruberti, Fred Voltine, Maurice Gomis et Aisea Nama. Il adopte ensuite la nationalité française et remporte le 18 avril 1986 le championnat de France des poids lourds en battant Damien Marignan. Trois ans plus tard, le 25 mars 1989, Taoufik s'empare du titre WBA laissé vacant par Evander Holyfield en stoppant au 8e round l'Américain Michael Greer. 
Après un combat d'entretien remporté en mars 1990 face au modeste John Held, il est destitué par la WBA pour ne pas avoir remis son titre en jeu. Le 22 novembre 1990, ne parvenant pas à faire mieux que match nul contre le nouveau champion de la fédération Robert Daniels, il décide à 36 ans de mettre un terme à sa carrière.

## Palmarès

### Amateur
- Champion de Tunisie poids moyens en 1978 (sans adversaire en finale)
- Champion de Tunisie poids mi-lourds en 1979
- Champion de Tunisie poids lourds en 1980 (sans adversaire en finale)
- Champion de Tunisie poids lourds en 1981 (sans adversaire en finale)
- Médaille de bronze aux Jeux africains de 1978[2]
- Médaille de bronze aux Jeux méditerranéens de 1979

### Professionnel
- Champion de France poids lourds en 1986
- Champion du monde WBA poids lourds-légers en 1989-1990
- 31 combats : 29 victoires (23 par KO), un nul et une défaite